# Cyardium malaccense
Cyardium malaccense är en skalbaggsart som beskrevs av Stefan von Breuning 1968. Cyardium malaccense ingår i släktet Cyardium och familjen långhorningar. Inga underarter finns listade i Catalogue of Life.